# Geranium tanii
Geranium tanii là một loài thực vật có hoa trong họ Mỏ hạc. Loài này được Aedo & Muñoz Garm. mô tả khoa học đầu tiên năm 1996.